# Championnat d'Irlande de football 1960-1961
Navigation
Édition précédente Édition suivante
Dans le Championnat d'Irlande de football en 1960-1961, Drumcondra FC remporte le titre pour la quatrième fois depuis 1947.
Pour l’anecdote, le club de Sligo signe un exploit contre son gré en devenant l’équipe qui a encaissé le plus de buts sur une saison, avec 97 buts.

## Les 12 clubs participants
- Bohemians FC
- Cork Hibernians
- Cork Celtic
- Drumcondra FC
- Dundalk FC
- Limerick FC
- St. Patrick's Athletic FC
- Shamrock Rovers
- Shelbourne FC
- Sligo Rovers
- Transport
- Waterford United

## Classement
| Place | Club                      | Points | Victoires | Nuls | Défaites | Buts pour | Buts contre | Différence |
| ----- | ------------------------- | ------ | --------- | ---- | -------- | --------- | ----------- | ---------- |
| 1er   | Drumcondra FC             | 33     | 16        | 1    | 5        | 59        | 21          | +38        |
| 2e    | St. Patrick's Athletic FC | 32     | 14        | 4    | 4        | 43        | 28          | +15        |
| 3e    | Waterford United          | 29     | 12        | 5    | 5        | 45        | 33          | +12        |
| 4e    | Cork Celtic               | 26     | 11        | 4    | 7        | 52        | 31          | +21        |
| 5e    | Dundalk FC                | 26     | 12        | 2    | 8        | 43        | 37          | +6         |
| 6e    | Shamrock Rovers           | 25     | 9         | 7    | 6        | 40        | 29          | +11        |
| 7e    | Limerick FC               | 24     | 10        | 4    | 8        | 35        | 27          | +8         |
| 8e    | Shelbourne FC             | 19     | 7         | 5    | 10       | 43        | 41          | +2         |
| 9e    | Cork Hibernians           | 18     | 5         | 8    | 9        | 30        | 42          | -12        |
| 10e   | Transport                 | 14     | 6         | 2    | 14       | 27        | 39          | -12        |
| 11e   | Bohemians FC              | 12     | 4         | 4    | 14       | 25        | 52          | -27        |
| 12e   | Sligo Rovers              | 6      | 1         | 4    | 17       | 35        | 97          | -62        |

## Source
- (en) Alex Graham, Football in the Republic of Ireland : a Statistical Record 1921–2005, Soccer Books Ltd, novembre 2005, 142 p. (ISBN 978-1862231351).